# Сип білоголовий
Сип білоголовий  (Gyps fulvus) — птах роду сип (Gyps) родини Яструбових (Accipitridae) ряду Соколоподібні (Falconiformes).

## Ареал
Поширені в Південній Європі, Північній Африці, Південній і Середній Азії у великих гірських системах. В Україні гніздяться в Криму, на території Кримського заповідно-мисливського господарства, в скелястих урвищах Бабуган-яйли та в інших місцях. За даними 2002—2006 рр. чисельність виду в Криму становить не менше 80—100 особин, з яких гніздиться не менше 10—16 пар. Протягом останніх 15 років кримська популяція сипа білоголового стабільна . Зрідка сипи залітають також в інші південні та західні райони України.

## Морфологічні ознаки

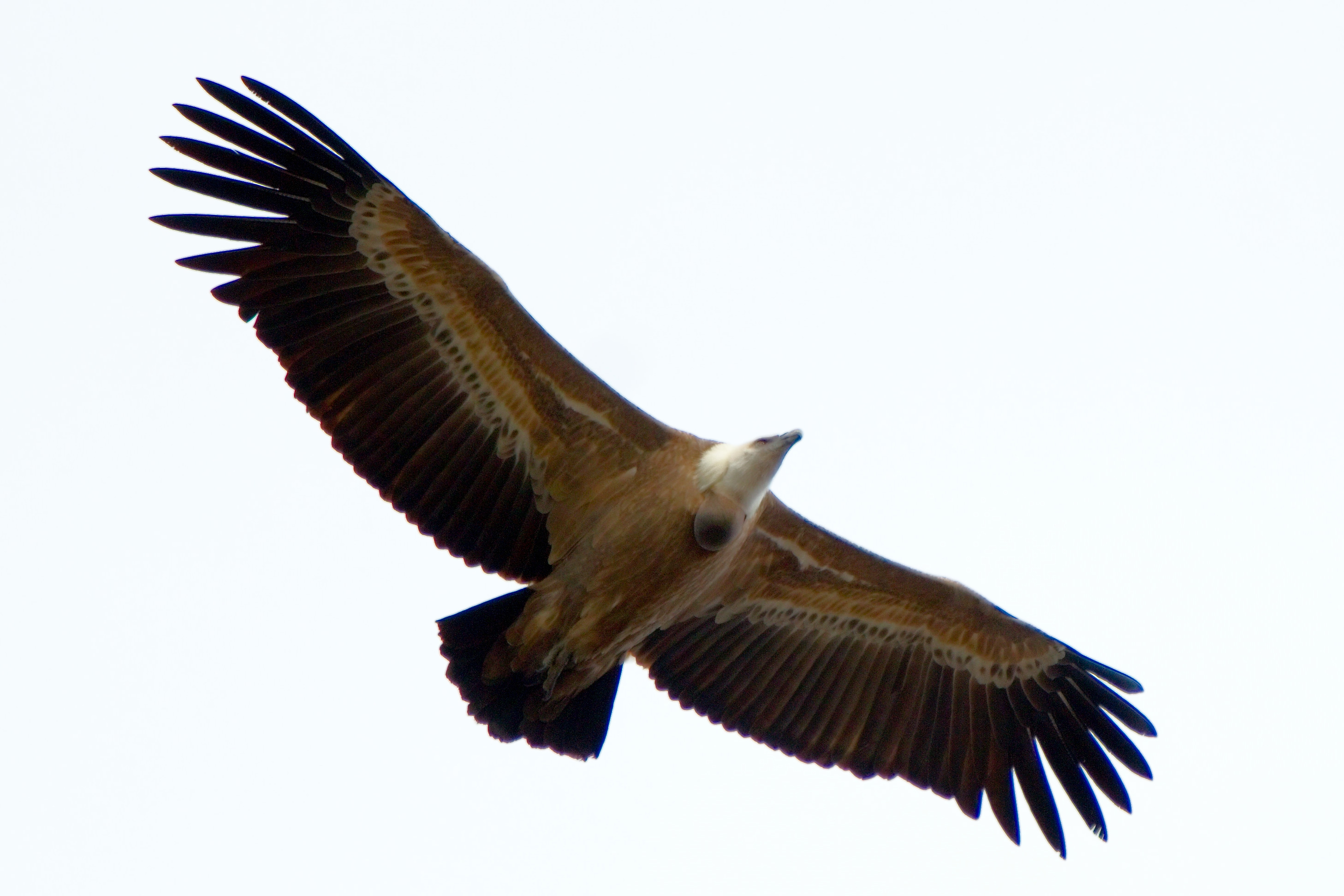
Сип білоголовий у польоті

Дуже великі птахи. Маса до 6,1, навіть до 7 кг. Дорослий птах має загальне блідо-рудувате забарвлення. Махові і стернові пера темно-бурі, голова і шия вкриті білим пухом, навколо шиї «комірець» з м'якого білого пір'я. У молодих птахів забарвлення темніше, навколо шиї немає білого коміра.
У природі добре визначаються за великими розмірами, світлим забарвленням голови. Дуже характерний силует птаха, коли він летить. Він широко розставляє передні махові пера, втягує злегка голову. Піднімається із землі важко. Літає переважно ширяючим польотом, часто високо над землею. Голос — свист, шипіння або хрипле каркання.

## Особливості біології

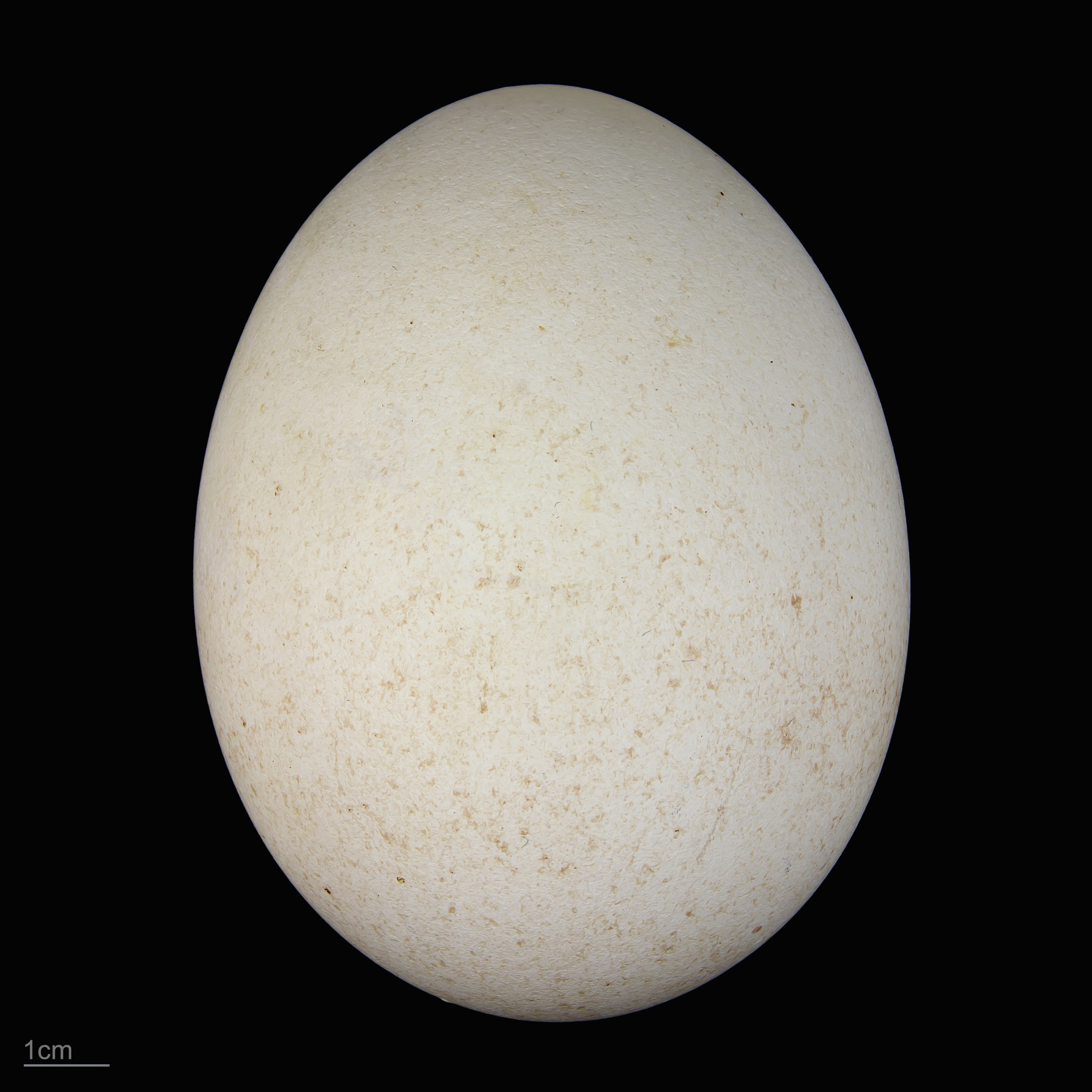
Яйце в оологічній колекції, Тулузький музей

Живляться ці птахи майже винятково мертвими тваринами і навіть тими, що почали розкладатися. Дуже рідко хапають живих невеликих звірів і птахів.
Гнізда роблять на виступах або в щілинах скель з чималих товстих сучків. Вимощують їх травою і шерстю. У кладці, яка буває в Криму в кінці лютого — на початку березня, одне біле, яке згодом стає брудно-білим, яйце. Насиджують обидва птахи, близько 50 днів. Пташенята перебувають у гнізді дуже довго, понад 3 місяці. Після закінчення гніздового періоду птахи ведуть мандрівний спосіб життя. У цей час вони залітають далеко від місць гніздування 
Знищуючи падло, в тому числі й рештки тварин, що загинули від небезпечних інфекційних хвороб, сипи приносять велику користь.

## Охорона
Це дуже малочисленні рідкісні птахи, які потребують повної охорони. Їх занесено до Червоної книги України, до Конвенції з міжнародної торгівлі вимираючими видами дикої фауни і флори (CITES) (Додаток І), Боннської (Додаток ІІ) та Бернської (Додаток ІІ) конвенцій. Занесений у Додаток І Директиви ЄС по збереженню диких птахів (EUWB). В Україні у Кримському природному заповіднику охороняється на гніздуванні, у Ялтинському гірсько-лісовому та Карадазькому природному заповідниках під час кормових і сезонних кочівель.